# Åtorp
Åtorp è un'area urbana della Svezia situata nel comune di Degerfors, contea di Halland.
La popolazione rilevata nel censimento 2010 era di 212 abitanti .